# Lee Scott
Pour les articles homonymes, voir Scott.
Harold Lee Scott Jr, né le 14 mars 1949 à Joplin dans le Missouri, est un homme d'affaires américain.

## Biographie
Fils d'un garagiste, Lee Scott est diplômé de l'université d'État de Pittsburg au Kansas (Pittsburg State University) en 1971. Il entre chez Wal-Mart en septembre 1979, est nommé à la tête de la Wal-Mart Stores Division en 1998, puis devient Chief Operating Officer en 1999. Depuis cette date, il siège au conseil d'administration de la société. Lee Scott remplace David Glass au poste de CEO en janvier 2000, et occupe cette fonction jusqu'en janvier 2009.
En 2002, Lee Scott est nommé dans la liste des Top 25 Managers of the Year établie par l'hebdomadaire BusinessWeek. En 2004 et 2005, il figure dans le Time 100, liste des personnes les plus influentes dans le monde, établie par Time Magazine,.